# 元亮 (羽林监)
元亮，字辟邪，北魏宗室。
他是魏道武帝的玄孙，河南王拓跋曜的曾孙，武昌王拓跋提的孙子，陈留景王拓跋平原的第四子。元亮官至威远将军、羽林监，在官任上去世，追赠河间郡太守。

## 兄弟姐妹
- 兄：元和，北魏辅国将军、东郡太守、武昌王
- 兄：元鉴，北魏征虏将军、徐州刺史、武昌悼王
- 兄：元荣，北魏羽林监
- 弟：元馗，北魏安西将军、北华州刺史、北华州都督
- 姐妹：元氏，嫁北魏伏波将军、参太尉高阳王府事杨舒[1][2][3]
- 姐妹：元氏，嫁給常季賢之兄[4]